# Sabicea speciosa
Sabicea speciosa är en måreväxtart som beskrevs av Karl Moritz Schumann. Sabicea speciosa ingår i släktet Sabicea och familjen måreväxter. Inga underarter finns listade i Catalogue of Life.